# Memória de áfrica

## O que é
O Portal das Memórias de África e do Oriente é um projecto da Fundação Portugal-África desenvolvido e mantido pela Universidade de Aveiro e pelo Centro de Estudos sobre África e do Desenvolvimento desde 1997. É um instrumento fundamental e pioneiro na tentativa de potenciar a memória histórica dos laços que unem Portugal e a Lusofonia, sendo deste modo uma ponte com o nosso passado comum na construção de um identidade colectiva aos povos de todos esses países.

## Objectivos principais

### 1ª fase – 1996 -2007
- criação de biblioteca virtual com referências relacionadas com o desenvolvimento e  cooperação com os Países Africanos de Língua Oficial Portuguesa (PALOP);
- colocação on-line, em formato integral, de obras raras ou únicas de difícil acesso.

### 2ª fase – 2008 - …
- alargar a recolha bibliográfica a outras regiões do mundo – Brasil, Timor, Goa, Malaca,…
- internacionalizar o sítio na internet, através da tradução dos conteúdos para inglês, espanhol, chinês, hindu, …

## Entidades encarregues do desenvolvimento
Inicia em 1997 em Portugal por iniciativa da Fundação Portugal-África que decide criar um consórcio formado por:
- Instituto de Investigaçao Científica e Tropical (IICT) – Centro de Documentação e Informação (CDI)
- Instituto Superior de Economia e Gestão (ISEG) – Centro de Estudos sobre África e do Desenvolvimento (CESA)
- Universidade de Aveiro (UA) – Departamento de Electrónica, Telecomunicações e Informática (DET)
- Instituto Superior de Ciências do Trabalho e da Empresa (ISCTE) – Centro de Estudos Africanos (CEA).

Presentemente continuam o projecto a UA/DETI e o ISEG/CESA.

## Biblioteca digital - lista de colecções
- Álbuns Fotográficos e Descritivos da Colónia de Moçambique
- Boletim Cultural da Guiné Portuguesa
- Boletim da Agência Geral das Colónias
- Boletins dos Serviços Económicos do B.N.U.
  - Boletim Semanal, Boletim Trimestral
- Cadernos Coloniais
- Colecção de Gravuras Portuguesas
- Colecção de livros escolares
- Colecção do Arquivo Histórico de S. Tomé
- Colecção do Centro de Estudos sobre África e do Desenvolvimento (CESA)
- Colecção do Laboratório Nacional de Engenharia Civil (LNEC)
- Colecção do Museu do Dundo (Companhia de Diamantes de Angola / Diamang)
- Colecção João Vário
- História Geral de Cabo Verde
- Plantas Medicinais da Guiné-Bissau